# Javra quadriannulata
Javra quadriannulata là một loài tò vò trong họ Ichneumonidae.